# Tarvaldsegga
Le Tarvaldsegga est une montagne en Norvège. Elle est située dans la commune de Stad et le comté de Vestland (anciennement, commune de Selje et comté de Sogn og Fjordane), dans la partie nord-ouest du comté, à 400 km au nord-ouest de la capitale, Oslo. Le Tarvaldsegga culmine à 645 mètres d’altitude, ce qui en fait le point culminant de la péninsule de Stad (Stadlandet en norvégien).
La grande ville la plus proche est Måløy, à 19,6 km à l’ouest du Tarvaldsegga.
Le climat sur le Tarvaldsegga est continental. La température moyenne annuelle est de 2 °C. Le mois le plus chaud est juillet, avec 12 °C, et le mois le plus froid est février, avec −4 °C.